# Homicide
Nelson Erazo (Brooklyn, 20 de março de 1977) é um lutador de wrestling profissional estadunidense. Trabalhou na TNA com o ring name de Homicide. Ficou conhecido por fazer dupla com Hernandez, na tag Latin American X-Change. Após sair da TNA foi para a Ring of Honor.

## Títulos
- Total Nonstop Action Wrestling
  - NWA World Tag Team Championship (2 vezes) — com Hernandez[1]
  - TNA World Tag Team Championship (2 vezes) — com Hernandez[2]
  - TNA X Division Championship (2 vezes)
  - TNA Match of the Year (2006) vs. A.J. Styles e Christopher Daniels no No Surrender em 24 de setembro de 2006
- USA Pro Wrestling
  - USA Pro Heavyweight Championship (1 vez)[3]
  - USA Pro United States Championship (1 vez)[4]
- USA Xtreme Wrestling
  - UXW Xtreme Championship (2 vezes)[5]
- Other Titles
  - MAS Cruiserweight Championship (1 vez)
  - WMF All Borough Championship (3 vez)